# Ш
Ш (gemen: ш) är en bokstav i det kyrilliska alfabetet. Den uttalas som en tonlös postalveolar frikativa, det svenska främre sje-ljudet, till exempel som i "fors" i norra och mellersta Sverige. Bokstaven härstammar från den hebreiska bokstaven shin (ש). Vid transkribering av ryska skriver man sj i svensk text och [ʂ] i IPA. Vid translitteration till latinska bokstäver enligt ISO 9 motsvaras bokstaven av š (s med caron).

## Teckenkoder i datorsammanhang
| Teckenkoder        | Versal: Ш                   | Gemen: ш                  |
| ------------------ | --------------------------- | ------------------------- |
| Namn (Unicode)     | CYRILLIC CAPITAL LETTER SHA | CYRILLIC SMALL LETTER SHA |
| Kodpunkt (Unicode) | U+0428                      | U+0448                    |
| HTML               | &#1064;                     | &#1096;                   |